# Pistius robustus
Pistius robustus là một loài nhện trong họ Thomisidae.
Loài này thuộc chi Pistius. Pistius robustus được miêu tả năm 1965 bởi Basu.